# Phalaenopsis petelotii
Phalaenopsis petelotii — епіфітна трав'яниста рослина родини орхідні.

## Біологічний опис
Моноподіальна рослина з сильно укороченим стеблом. Розмір рослини 3-5 см. Розмір квітки — 1 см. Сезон цвітіння весна, раннє літо. Квіти тримаються 15-20 днів, без запаху.
Незрозумілий статус цієї рослини, можливо це «торговий вид» і назва Phalaenopsis petelotii використовується для поліпшення продажів Phalaenopsis gibbosa.
 Вид не має усталеної української назви, в україномовних джерелах зазвичай використовується наукова назва Phalaenopsis petelotii.

## Ареал
- В'єтнам